# Bogomili
Bogomili, bogomiłowie lub bogomilcy (bułg. Богомили) – wyznawcy synkretycznej sekty chrześcijańskiej, łączącej zaratustriański dualizm z chrześcijaństwem. Nazwa bogomił oznacza w języku bułgarskim miły Bogu. Jedną z prawd wiary bogomiłów było to, że Bóg ma dwóch synów – młodszego Jezusa i starszego Satanaela.

## Historia

Rozwój ruchu bogomiłów w Europie.

Religia ta powstała w efekcie słowiańskiego sprzeciwu przeciw wpływom bizantyjskim w Bułgarii w X wieku i przeciwstawiała się ówczesnemu religijno-społecznemu systemowi (duchowieństwo, oddawanie czci świętym, ale też władza państwowa i przywileje dla możnych) oraz rozwarstwieniu społecznemu. Rozwojowi herezji sprzyjał też kryzys moralny kleru, zajmujący się sprawami "ziemskimi". Bogomili odrzucali bogactwo uznając, że świat materialny to zło i to co materialne podlega władzy Złego, a światem duchowym rządzi dobry Bóg. Bogomili odrzucali też krzyż Chrystusa jako symbol męki. Uznawali, że świat materialny jest dziełem Szatana, odrzucali Stary Testament (utożsamiali Boga ze Starego Testamentu z Szatanem), odrzucali kult maryjny, odpusty, liturgię. Bogomili propagowali wstrzemięźliwość seksualną, stronili od alkoholu, mięsa, poddawali się wyniszczającym postom oraz długim modlitwom. Spowiedź przebiegała w grupach. Ze względu na owe poglądy stali się przedmiotem prześladowań nie tylko Kościoła, lecz także państwa. Bogomilizm stanowił pomost dla gnostycyzmu między Wschodem a Zachodem. Rozwój doktryny doprowadził do powstania albigensów (m.in. katarów).
W 975 cesarz Jan I Tzimiskes przesiedlił wspólnotę armeńskich paulicjanów, którzy na pograniczu bizantyjsko-armeńskim założyli krótkotrwałe małe państwo, do bułgarskiej Tracji. W tym samym czasie (za panowania cara Piotra I, ok. 972 r.) kościół prawosławny zwrócił uwagę na grupę zwolenników bułgarskiego popa – Bogomiła, którego praktyki przypominały paulicjańskie. Obie sekty prawdopodobnie miały podobne korzenie – niechrześcijańskie manichejskie z silnymi elementami gnostycyzmu. Obie grupy połączyły się tworząc wiarę zwaną – od imienia założyciela – bogomilizmem.
Bogomili – zwani także bogomilcami, bogomolcami, bogomołami, fundaktami, fundaitami (czyli nosicielami pielgrzymich toreb), babunami, runcari, runkeler, kudugerami, poplicainami, bougresami, textoresami, tisserandsami, albigenesiansami – działali w okresie od X do XII w. Rozwinęli swoją religię w dwóch wariantach: głównym „bułgarskim” i pobocznym „dragowickim” – bardziej radykalnym wywodzącym się z paulicjanizmu, który wziął swoją nazwę od Dragowicy – wsi na pograniczu Macedonii. Przez zwierzchników Cerkwi prawosławnej bogumilizm z początku nie był postrzegany jako oddzielna doktryna, lecz rozrośnięty paternalizm. Jego zwolennikami byli przede wszystkim chłopi niesłowiańscy, którzy nie czuli związku z łacińskojęzyczną arystokracją i słowianojęzycznymi duchownymi. Z kolei, według niektórych badaczy, dla chłopów słowiańskich był to element buntu feudalnego. Bogomilizm najsilniej działał na terenie Macedonii, a także w Bułgarii i Serbii. Bogomiliski mnich Bazyli Bułgar zaniósł ją nawet do Konstantynopola, gdzie w 1118 r. został spalony ze swoimi zwolennikami, którzy odmówili zaparcia się swoich poglądów w obliczu przygotowanych stosów.
Prawdopodobnie z bogomilstwa wywodzi się religia patereńska, która w latach 1180–1214 była religią państwową na terenie obecnej Bośni. Istnieje również teza, że bogomilizm był inspiracją dla katarów.

## Poglądy
Głównymi źródłami wiedzy o religii bogomiłów pozostają traktat Prezbitera Kozmy (ok. 972 r.) oraz dzieło Eutymiusza Zigabenusa „Panoplia dogmatyczna”. Kozma był przedstawicielem kościoła katolickiego, być może biskupem, był wrogo nastawiony do Bogomiłów i otwarcie popierał prześladowanie Bogomiłów. Dzieło mnicha Eutymiusza opisywało szereg doktryn chrześcijańskich a część poświęcona bogomiłom oparta była między innymi na słowach samego Bazylego. Ten przywódca bogomiłów przedstawił zasady bogomilskiej wiary cesarzowi Aleksemu, który rozkazał wszystko to spisywać ukrytemu sekretarzowi.
Bogomilizm oparty był na dualizmie manichejskim z niewielkimi modyfikacjami. Dualizm ten polegał na wyodrębnieniu dwóch przeciwstawnych sobie sił: duszy (dobrej) i materii (złej). Świat materialny został stworzony przez Szatana, świat duchowy natomiast przez dobrego Boga. Bogomili odrzucali Stary Testament (jako opisujący dzieje stwórcy świata materialnego, którym był według bogomiłów Szatan), lecz bez Psalmów i Ksiąg Proroków, a cuda jakich miał dokonać Jezus uznawali za alegorie. Negowali instytucję Kościoła (tworzyli konkurencyjne struktury), sakramenty (dopuszczali jedynie chrzest z ducha przez położenie Ewangelii św. Jana na głowę), okazywanie czci ikonom i szczególnie znienawidzonym krzyżom. Odrzucali również wiarę w zmartwychwstanie ciał, kult świętych, rytuały katolickie oraz liturgię (oprócz modlitwy „Ojcze nasz” odmawianej 120 razy dziennie). W konsekwencji uznania, że świat materialny jest dziełem Satanaela (złego Boga) bogomiłowie odrzucali także takie przejawy materializmu jak spożywanie mięsa i picie wina. Odradzali zawieranie małżeństwa i nakazywali życie w ścisłej ascezie. Uznawali wzajemną spowiedź. Szkolili elitę „wybranych”. Dzielili się na trzy grupy: „doskonałych”, „słuchaczy” oraz „wierzących”. Do każdej z nich stosowały się odrębne przepisy, różniące się stopniem surowości. Tak więc „doskonali” zobowiązani byli do ścisłej ascezy, dbałości o gminę oraz nauczania. Kierowali oni gminą, stanowiąc zarazem jej starszyznę i apostołów.
Również w zakresie teorii dotyczących powstania świata bogomilizm odwołuje się do manicheizmu, w niewielkim stopniu go modyfikując. Pierwotnie istniał samotnie panujący Bóg a Syn Boży i Duch Święty istniały w Nim jako emanacje. Bóg następnie zrodził dwóch synów, pierworodnego Satanaela i Logosa (Chrystusa). Satanael był gospodarzem niebieskim jednak zbuntował się przeciw Ojcu i został wygnany wraz z niektórymi aniołami. Chcąc mieć własne królestwo stworzył świat materialny wraz z nowym niebem. Ulepił pierwszego człowieka i poprosił Boga o tchnienie weń życia – na mocy tego układu człowiek miał być wspólną własnością Boga i Satanaela. Bóg tchnął życie w Adama oraz w Ewę (według innych źródeł Satanael wykradł duszę Bogu i włożył ją do ciała ludzkiego przez usta). Następnie Satanael uwiódł Ewę, z którą spłodził Kaina oraz Kalomenę (Adam spłodził z Ewą Abla i Seta). Bóg, chcąc jednak uratować dusze ludzkie zesłał na świat swojego drugiego syna, Logosa. Jezus „wniknął w ciało dziewicy przez jej ucho, przybrał w nim cielesną formę, po czym wyłonił się tą samą drogą. Dziewica niczego nie spostrzegła, lecz odnalazła Go jako niemowlę w jaskini w mieście Betlejem. Żył i nauczał, a stworzywszy pozory własnej śmierci, mógł zstąpić do Piekieł i okiełznać Satanela, odebrawszy mu boski przyrostek „el” (pozostał jedynie Satan), a następnie powrócił do Boga.”

## Odłamy
Bogomilizm miał różne odłamy: zwolennicy Cyryla Bosego uprawiali nudyzm, traktując to jako próbę odzyskania prawa powrotu do Raju. Zwolennicy Teodozjusza oddawali się orgiom, celowo doświadczając grzechu po to, aby móc dostąpić pokuty.
Bogomilizm był religią scalającą ludność bułgarską. Szybko przerodził się w odrębny ruch religijny z istotnym zabarwieniem narodowo-społecznym. Do głosu doszły bowiem konflikty z bizantyjskim zwierzchnictwem (Bułgaria utraciła niezależność około 1018 roku) oraz między warstwami społecznymi (religia bogomiłów odegrała ważną rolę jednoczącą chłopów w czasie powstania przeciw Grekom w XII wieku). Co charakterystyczne dla ruchów gnostyckich, była atrakcyjna zarówno dla klasy feudalnej, jak i w późniejszym okresie dla wykształconej arystokracji. To i element scalający zagwarantowało jej silną pozycję w społeczeństwie.

## Schyłek i upadek
W trzynastowiecznej Bułgarii bogomilizm znajdował się niekiedy pod ochroną domu panującego – do tego stopnia, że w tym XIII wieku Kościół bułgarski zdawał się wręcz stapiać w jedno z bogomilskim. Skutkiem rozprzestrzeniania się bogomiłów na tereny Macedonii i Tesalii ich doktryna w XIV stuleciu dotarła nawet na świętą górę prawosławia Athos. Sporadyczne sukcesy odnotowywali aż po XV wiek, kiedy to, jak daje się wykazać, należało do tego wyznania jeszcze kilka wsi macedońskich. Ślady wiary bogomilskiej można stwierdzić jeszcze w XVI wieku na Rusi.
Taktyka lawirowania pomiędzy cesarzem i Kościołem łacińskim, wpływami bizantyjskimi i prawosławiem, katolicko-węgierskimi pretendentami do tronu i serbskimi aspiracjami do władzy umożliwiła Kościołowi bogomilskiemu przetrwanie, choć już w izolacji, do późnych lat XV wieku.
Okoliczność, że Kościół bogomilski był początkowo wyrazicielem purytańskiej krytyki władzy, z jaką występowała przeciw swym feudalnym panom anarchiczna ludność chłopska, nie zdołała go uchronić ani przed tym, że sam stał się przedmiotem manipulacji w walce mającej na celu umocnienie władzy, ani też przed tym, że w okresie swej dominacji odnosił się sam w równie nietolerancyjny sposób do katolicyzmu, jak później katolicyzm odnosił się do niego.

## W kulturze
- Bogumili pojawiają się w powieści Ałbeny Grabowskiej pod tytułem Kości Proroka (wyd. Marginesy w 2018)[5].
- O Bogomiłach pisze Olga Tokarczuk w powieści Księgi Jakubowe z 2014 roku[potrzebny przypis].